# A.S.D. F.C. Sassari Torres Femminile
La Associazione Sportiva Dilettantistica F. C. Sassari Torres Femminile, conocida como Sassari Torres Femminile o simplemente Torres, es un club italiano de fútbol femenino, con sede en la ciudad de Sassari, en la región de Cerdeña. Fue fundado en 1980 y refundado en 2016. Actualmente compite en la Serie B, la segunda división italiana. Viste de azul y rojo y juega de local en el Estadio Vanni Sanna de Sassari.

## Historia
Fue fundado en el año 1980 como A.C.F. Delco Costruzioni Sassari. En 1990 debutó en la Serie A, tras consagrarse campeón de la Serie B. Desde entonces ha militado ininterrumpidamente en la máxima división italiana hasta 2015, convirtiéndose en el equipo femenino más laureado de Italia. Ganó su primera Copa Italia Femenina en 1991 y su primera Liga en 1994. En 2000 y 2001 ganó sendos dobletes, y desde 2010 ha ganado cuatro ligas consecutivas y ha llegado dos veces a los cuartos de final de la Liga de Campeones.
En el 2014 se convirtió en la sección femenina del S.E.F. Torres 1903. En el 2015 fue excluido de la Serie A por incumplimientos financieros y desapareció. El año siguiente fue refundado con el nombre actual y se inscribió en la Serie C (tercera división).

## Palmarés
Torneos nacionales
| Competición nacional     | Títulos                                         | Subcampeonatos                            |
| ------------------------ | ----------------------------------------------- | ----------------------------------------- |
| Serie A (7/7)            | 1994, 2000, 2001, 2010, 2011, 2012, 2013.       | 1995, 1997, 1999, 2004, 2005, 2008, 2009. |
| Copa de Italia (8/2)     | 1991, 1995, 2000, 2001, 2004, 2005, 2008, 2011. | 2009, 2010.                               |
| Supercopa italiana (7/3) | 2000, 2001, 2009, 2010, 2011, 2012, 2013.       | 2004, 2005, 2008.                         |
| Serie B (1/0)            | 1990.                                           | -                                         |
| Serie C (1/0)            | 2021.                                           | -                                         |
| Italy Women's Cup (2/1)  | 2004, 2008.                                     | 2005.                                     |